# Kožlany
Kožlany (in tedesco Koschlan) è una città della Repubblica Ceca facente parte del distretto di Plzeň-sever, nella regione di Plzeň.
Qua nacque il politico Edvard Beneš.